# Wayne County (Illinois)
Das Wayne County ist ein County im US-amerikanischen Bundesstaat Illinois. Im Jahr 2010 hatte das County 16.760 Einwohner und eine Bevölkerungsdichte von 9,2 Einwohnern pro Quadratkilometer. Der Verwaltungssitz (County Seat) ist Fairfield.

## Geografie
Das County liegt im Südosten von Illinois. Es hat eine Fläche von 1835 km², wovon 4 km² Wasserfläche sind. An das Wayne County grenzen folgende Nachbarcountys:
| Marion County    | Clay County     | Richland County |
|                  |                 | Edwards County  |
| Jefferson County | Hamilton County | White County    |

## Geschichte

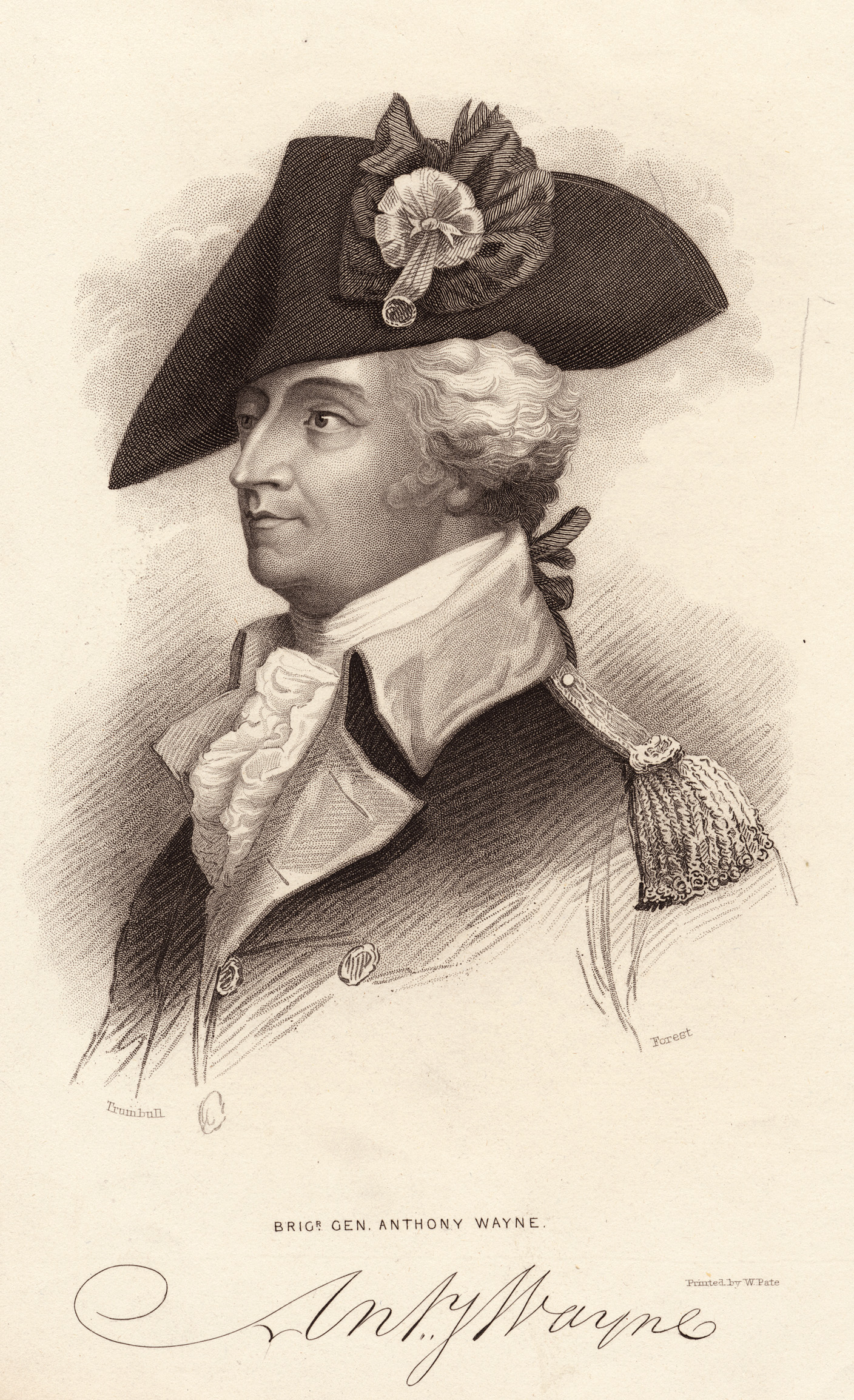
Anthony Wayne

Das Wayne County wurde am 26. März 1819 aus dem Edwards County gebildet. Benannt wurde es nach Anthony Wayne (1745–1796), einem Politiker aus Pennsylvania, General während der Revolutionszeit und im Nordwest-Territorium.

Am 17. November 1886 wurde der größte Teil des Gerichtsgebäudes durch einen Brand zerstört, ebenso die meisten dort gelagerten Dokumente. Das noch heute in Benutzung befindliche Gerichtsgebäude wurde 1981 fertiggestellt.

### Territoriale Entwicklung

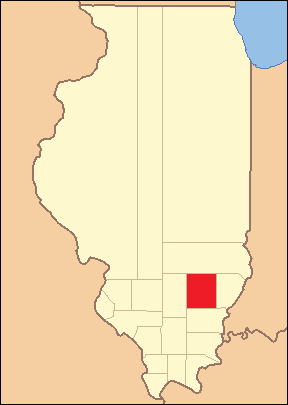
Das Wayne County zwischen seiner Gründung im Jahr 1819 und 1821
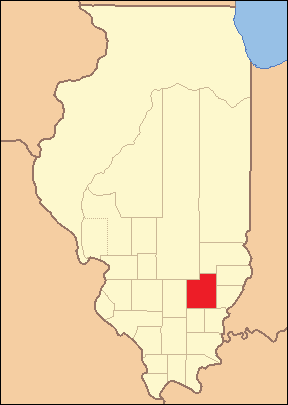
1821 bis 1824
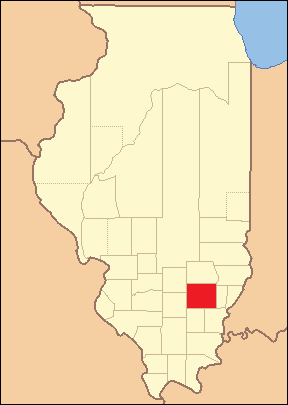
1824 bis heute

## Demografische Daten
Nach der Volkszählung im Jahr 2010 lebten im Wayne County 16.760 Menschen in 7241 Haushalten. Die Bevölkerungsdichte betrug 9,2 Einwohner pro Quadratkilometer. In den 7241 Haushalten lebten statistisch je 2,3 Personen.
Ethnisch betrachtet setzte sich die Bevölkerung zusammen aus 98,0 Prozent Weißen, 0,5 Prozent Afroamerikanern, 0,2 Prozent amerikanischen Ureinwohnern, 0,5 Prozent Asiaten sowie aus anderen ethnischen Gruppen; 0,7 Prozent stammten von zwei oder mehr Ethnien ab. Unabhängig von der ethnischen Zugehörigkeit waren 1,1 Prozent der Bevölkerung spanischer oder lateinamerikanischer Abstammung.
22,6 Prozent der Bevölkerung waren unter 18 Jahre alt, 57,8 Prozent waren zwischen 18 und 64 und 19,6 Prozent waren 65 Jahre oder älter. 50,7 Prozent der Bevölkerung war weiblich.

Das jährliche Durchschnittseinkommen eines Haushalts lag bei 40.654 USD. Das Pro-Kopf-Einkommen betrug 22.319 USD. 13,6 Prozent der Einwohner lebten unterhalb der Armutsgrenze.

## Ortschaften im Wayne County
City
- Fairfield

Villages
| - Cisne - Golden Gate - Jeffersonville | - Johnsonville - Keenes - Mill Shoals1 | - Mount Erie - Sims - Wayne City |

Unincorporated Communities
| - Barnhill - Boyleston - Crestview - Crisp - Cumberland Heights | - Ellery2 - Enterprise - Mayberry - Merriam - Orchardville | - Rinard - Wynoose3 - Zenith |

1 – teilweise im White County

2 – teilweise im Edwards County

3 – teilweise im Richland County

## Gliederung
Das Wayne County ist in 20 Townships eingeteilt:
| Township              | Einwohner (2010) | FIPS     |
| --------------------- | ---------------- | -------- |
| Arrington Township    | 409              | 17-02297 |
| Barnhill Township     | 597              | 17-03753 |
| Bedford Township      | 1065             | 17-04559 |
| Berry Township        | 351              | 17-05521 |
| Big Mound Township    | 1742             | 17-05950 |
| Elm River Township    | 276              | 17-23685 |
| Four Mile Township    | 666              | 17-27364 |
| Garden Hill Township  | 145              | 17-28534 |
| Grover Township       | 3757             | 17-31953 |
| Hickory Hill Township | 413              | 17-34501 |

| Township                | Einwohner (2010) | FIPS     |
| ----------------------- | ---------------- | -------- |
| Indian Prairie Township | 626              | 17-37387 |
| Jasper Township         | 1769             | 17-38258 |
| Keith Township          | 392              | 17-39285 |
| Lamard Township         | 1422             | 17-41755 |
| Leech Township          | 465              | 17-42626 |
| Massilon Township       | 172              | 17-47501 |
| Mount Erie Township     | 370              | 17-50946 |
| Orchard Township        | 604              | 17-56367 |
| Orel Township           | 1420             | 17-56510 |
| Zif Township            | 99               | 17-84194 |